# Laia Viñas
Laia Viñas Abadie (Cherta, 1997) es una escritora y periodista en lengua catalana.

## Biografía
Nacida en Cherta, provincia de Tarragona, Laia Viñas es graduada en periodismo por la Universidad Autónoma de Barcelona y completó sus estudios en Radiofónics. Ha colaborado con medios como SER Cataluña , COPE Barcelona y Radio Nacional de España.
En noviembre de 2020 ganó ex aequo el Premio Documenta de ese año de narrativa catalana, con su novela Les closques. El jurado, formado por Pau Vidal, Marina Espasa, Albert Forns, Eric del Arco y Eugènia Broggi destacó «la madurez literaria y la complejidad narrativa, sorprendentes en una escritora tan joven, la elaboración estilística y la buenísima construcción de los personajes, así como la ambición y la riqueza del lenguaje».